# Jim Bain
James Bain, detto Jim (Puxico, 27 gennaio 1932 – 1º novembre 2017), è stato un arbitro di pallacanestro statunitense, membro del FIBA Hall of Fame dal 2010.

## Carriera
Ha iniziato la carriera arbitrale nel 1958; nel 1964 è approdato in NCAA Division I e nel 1965 in Big Eight Conference. Ha diretto in NCAA per 28 stagioni fino al 1992, arbitrando 5 Final Four (1971, 1973, 1976, 1978, 1990).
È stato presente ai Giochi della XX Olimpiade, al Campionato mondiale maschile di pallacanestro 1974, ai VI Giochi panamericani.